# مجس (فن)
المجس، هو فن الموال في الحجاز وتهامة، وازدهر المجس في مدن الحجاز مثل: المدينة المنورة والطائف، وكذلك مدن تهامة مثل: مكة المكرمة وجدة. وهو لون تراثي عريق، ويغنى من بيتين أو أربعة أبيات أو سبعة أبيات من عيون الشعر العربي، وكان مؤدو المجس يعرفون بـالجسيسة. يبدو في شكله الأولي ضربا من ضروب الموال العربي الذي تعرفه كل أقطار العالم العربي كالموال المصري والعراقي والشامي، ويكتسب المجس بديعيته من صعوبة أدائه؛ فهو يبدأ من مقام معين ثم يتمشى في مقام آخر، ليعود إلى نفس المقام، ويستخدم المجس في الإنشاد المدني والديني معاً، وارتبط مؤخراً بالمناسبات الثقافية، وموالد المديح، وحفلات الزواج وعقد القران.

## سبب التسمية
يعد من الألوان التراثية يقوم به فرد واجد متمرس في أداء المقامات المحلية مطور من أداء حداء الإبل، وأصل هذه الكلمة مشتق من (جس) بمعنى لمس حيث يركز المؤدي على جس النغمات وتوضيح مدى الأبعاد بينها ومناطق ركوز المقامات، ويؤدي بمقامات البنجكاه والسيكاه والحجاز والحراب والبيات والرست وغيرها، وتشتهر به المنطقة الغربية ومكة المكرمة والمدينة المنورة وجدة.

## الجسيس
الجسيس من الشخصيات القديمة التي اشتهرت بها المدينة المنورة لإنشاد الأبيات الشعرية احتفاءً بالعائدين من الحج، والشباب المحتفين بزواجهم. ومن الأبيات التي يرددها الجسيس قديماً للترحيب بالعائدين من الحج إلى المدينة المنورة بالركب:
ومن أشهر من أدّى فن المجس في مكة المكرمة:
ابن شاهين، حسن جاوه، إسماعيل كردوس، سعيد أبو خشبة، حسن لبني، عبد الرحمن مؤذن (الأبلاتين)، زيني بويان، محمد الكحيلي، منصور بغدادي، محمد أمان، عبد العزيز جلال، إبراهيم تركستاني، سراج عتيق، عبد العزيز شرف، عبد الله شرف، حسان رشاد زبيدي، علي شيخ، عباس علوي مالكي.

## مجسات
من أشهر مجسّات المديح النبوي قصيدة أدم الصلاة على النبي محمد وقصيدة أخرى مطلعها:

## انظر ايضاً
- السامري
- الخبيتي

## وصلات خارجية
- تاريخ يأبى المراوحة.
- بهجة الأفراح.. وطرب الليالي الملاح «المجسّ».